# 三里乡 (建始县)
三里乡，是中华人民共和国湖北省恩施土家族苗族自治州建始县下辖的一个乡镇级行政单位。

## 行政区划
三里乡下辖以下地区：
三里坝社区、小屯社区、新桥社区、石牌湖社区、大兴村、大牌村、何家坡村、三高村、小洪村、大洪村、青林口村、孙家坝村、枫香树村、洋湖沟村、香树湾村、严家垭村、绿荫村、中坦坪村、白果村、煤炭沟村、龙飞村、窑场村、马坡村、村坊村、擦擦坡村、杨柳村、二龙湾村、河坪村、扎鱼口村、大沙河村、蟠龙村、槐坦村、凉风村、干沟村、白岩村、高峰村和大丰村。